# 마이클 딘
마이클 딘(Michael Dyne, 1918년 8월 19일 ~ 1989년 5월 17일)은 미국의 각본가이다.
런던에서 태어났으며 뉴욕주에서 사망하였다.

## 영화
- 문 스피너스 (1964년)
- 디즈니랜드 (1954년)
- 서스펜스 (1949년)
- 스튜디오 원 (1948년)
- 키티 (1945년)